# Welconomy Forum in Toruń
Welconomy Forum in Toruń (także zapisywane jako Welconomy Forum in Torun, dawniej: Forum Gospodarcze) – cykliczna konferencja gospodarcza organizowana corocznie w marcu. Pomysłodawcą wydarzenia jest Jacek Janiszewski, organizatorem zaś (od 2000 roku) Stowarzyszenie „Integracja i Współpraca”.
Pierwsza edycja konferencji odbyła się w 1994 roku. Początkowo wydarzenie organizowano w Międzyzdrojach i Ciechocinku, od 2008 roku odbywa się w Toruniu.
W wydarzeniu co roku bierze udział ok. 2 tys. osób. W konferencji biorą udział politycy, samorządowcy, przedsiębiorcy, naukowcy i dziennikarze.
Welconomy Forum in Toruń uchodzi za jeden z ważniejszych kongresów gospodarczych w Polsce.